# Estadio de Tosu
El Estadio de Tosu también llamado Ekimae Real Estate Stadium por razones de patrocinio, es un estadio de fútbol situado en la ciudad de Tosu, Prefectura de Saga, en Japón. Posee una capacidad para 24.500 personas y es la casa del club Sagan Tosu de la J1 League.
El estadio fue inaugurado en 1996 y fue en 2009 una de las sedes del Campeonato Mundial de Rugby Juvenil.